# Michelle Johnson (Schauspielerin)

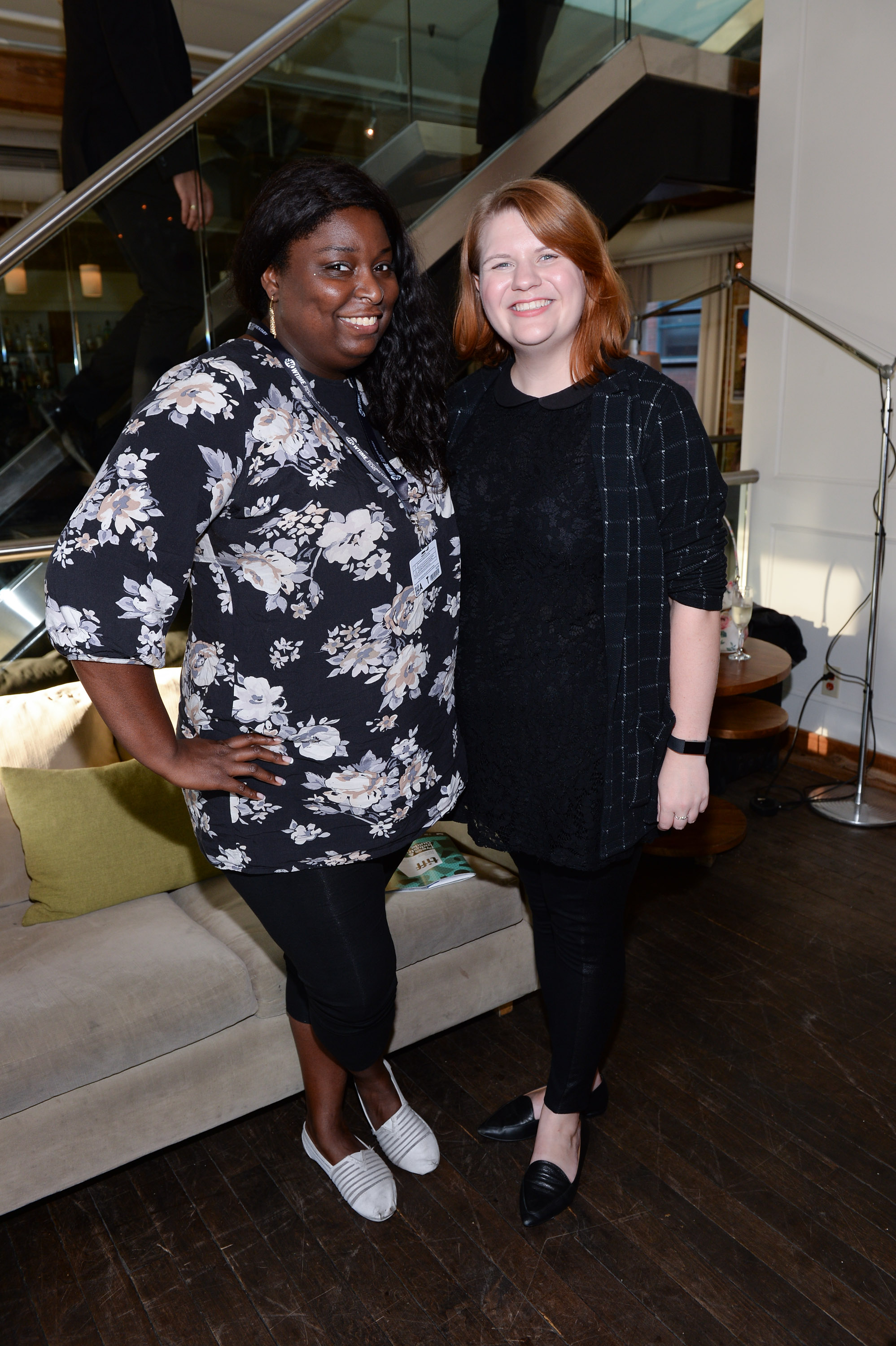
Michelle Johnson (rechts) und Christine Armstrong (2017)

Michelle Johnson (* 8. September 1965 in Anchorage, Alaska) ist eine US-amerikanische Schauspielerin.

## Leben und Leistungen
Johnson gewann im Jahr 1982 den Titel International Model of the Year; daraufhin bot ihr die Agentur Wilhelmina einen Vertrag als Fotomodell an. Sie erhielt kurz nach dem Abschluss der Alhambra High School in Phoenix (Arizona) die Rolle von Jennifer Lyons in der Komödie Schuld daran ist Rio (1984), in der sie neben Michael Caine und Demi Moore spielte. Für diese Rolle wurde sie im Jahr 1985 für die Goldene Himbeere nominiert. In der Komödie Gung Ho (1986) von Ron Howard war sie an der Seite von Michael Keaton zu sehen. Im Thriller Killing Girls (1988) übernahm sie die Hauptrolle. Im Actionfilm Glimmer Man spielte sie an der Seite von Steven Seagal; im Actionfilm Der Kopfgeldjäger (1997) trat sie neben Michael Dudikoff auf.
Johnson war in den Jahren 1999 bis 2002 mit dem Sportler Matt Williams verheiratet.

## Filmografie (Auswahl)
- 1984: Schuld daran ist Rio (Blame It on Rio)
- 1986: Gung Ho
- 1987: Birds of Prey (El ataque de los pájaros)
- 1988: The Jigsaw Murders
- 1988: Reise zurück in der Zeit (Waxwork)
- 1988: Killing Girls (Slipping Into Darkness)
- 1990: Genuine Risk
- 1991: Trabbi goes to Hollywood
- 1992: In einem fernen Land (Far and Away)
- 1992: Der Tod steht ihr gut (Death Becomes Her)
- 1992: Dr. Giggles
- 1995: Organic Fighter (The Donor)
- 1996: Glimmer Man (The Glimmer Man)
- 1996: Outer Limits – Die unbekannte Dimension (S2E28 Der Geruch des Todes)
- 1997: Der Kopfgeldjäger (Moving Target)
- 1999: Der Kuss der Killerin (Revenge)
- 2004: Mickey